# Associazione nazionale volontari di guerra
L’Associazione Nazionale Volontari di Guerra, in acronimo ANVG,  è un'organizzazione combattentistica fondata a Roma nel 1919, allo scopo di riunire in un unico sodalizio tutti i volontari di guerra italiani.
La sede legale dell'Associazione è a Torino.

## Storia
L'ANVG nacque dalla fusione, avvenuta nel 1919, di alcuni preesistenti sodalizi legati al volontarismo di guerra ed al reducismo, prevalentemente riguardanti la grande guerra, ma anche il garibaldinismo(vedi i partecipanti alle legioni garibaldine di Menotti e Ricciotti Garibaldi) e il legionarismo fiumano, nonché i VCA (volontari ciclisti ed automobilisti), questi ultimi una sorta di branca militarizzata dell'ACI, attraversata dal movimento futurista.
 Anche i volontari "corridoniani" (dal nome di Filippo Corridoni, sindacalista ed interventista, volontario di guerra morto eroicamente alla Trincea delle Frasche il 27 ottobre del 1915) vi avrebbero fatto parte con una propria qualifica.
Nel primo ventennio di vita associativa ne fu presidente, dal primo congresso del 2 giugno 1924 tenutosi in Campidoglio, Eugenio Coselschi, già collaboratore di Gabriele D'Annunzio. Quest'ultimo, invece, fu nominato presidente onorario.
Nel corso degli anni successivi, essa catalizzò anche lo spirito volontaristico delle più recenti campagne militari: quella per la riconquista della Libia negli anni '20, la Guerra d'Etiopia del 1935, la Guerra di Spagna. Fu sostenitrice politica, culturale ed organizzatrice dell'irredentismo adriatico, creando a sostenendo l'associazione "Azzurri di Dalmazia", nonché incubatrice, attraverso un fecondo dibattito che si sviluppò sul suo organo di stampa ("Volontà") , del concetto di "impero". Fra i collaboratori del suo giornale vi furono un giovane Indro Montanelli ed un altrettanto giovane Davide Lajolo. 
Il suo stemma, l'ala della vittoria con il gladio, fu iscritto nel Libro Araldico degli  Enti Morali con R.D. del 10 maggio 1934. Nel 1937 contava circa centomila soci.
Essa mutò il proprio nome nella seconda metà degli anni '30, allorquando assunse la denominazione di "Legione Volontari d'Italia Giulio Cesare".
Scoppiata la seconda guerra mondiale, nell'estate del 1943, travolta dai noti eventi che portarono alla caduta di Benito Mussolini, la stessa venne in qualche modo commissariata, andò disperso il suo archivio storico. Fu ricostituita nel territorio della Repubblica Sociale Italiana, assumendo l'originario nome di Associazione Nazionale Volontari di Guerra. Il giornale "Volontà" riprese le pubblicazioni, con diversi interventi scritti, sulla riforma delle Forze Armate, di Urbano Rattazzi.

### Dal dopoguerra
Gli eventi finali della guerra, provocarono una sorta di chiusura di fatto dell'Associazione, accusata di essere stata sostenitrice del fascismo e della guerra perduta. Tuttavia, con il passare degli anni, essa riprese la sua attività  anche grazie all'opera di Augusto Pescosolido che ne era stato segretario generale sul finire degli anni '30, membro della Camera die Fasci e delle Corporazioni, e si riorganizzò sviluppando nuovamente le sue federazioni provinciali,

### Gli anni 2000
L'A.N.V.G. è iscritta all'albo delle associazioni d'Arma tenuto dal Ministero della Difesa, e figura all'ottavo posto dell'Ordine di precedenza delle Associazioni Combattentistiche e d'Arma, stabilito dal medesimo ministero, da rispettarsi nelle cerimonie a carattere militare e patriottico.

Dapprima aperta soltanto a coloro i quali avevano maturato la qualità di Volontari di Guerra entro il 1945, o, se deceduti questi in tempi di pace, ai loro parenti, ed altresì ai discendenti dei Volontari di Guerra caduti o dispersi in guerra. Recentemente è stata aperta non solo all'esperienza dei volontari nelle missioni internazionali delle Forze Armate e, in particolare, anche a tutti i cittadini italiani che condividano gli scopi associativi. e che intendano in essa operare.
Il Congresso Nazionale del 15 ottobre 2011, tenutosi non a caso a Gardone Riviera al "Vittoriale degli Italiani", ha sancito, con delibera unanime ed alla presenza dei Presidenti e dei Delegati delle Federazioni esistenti, la riforma radicale dello Statuto sociale fermo, nelle sue linee fondamentali, al 1971.
L'Associazione fa parte del Consiglio Nazionale Permanente delle Associazioni d'Arma, denominato ASSOARMA.

## L'A.N.V.G. oggi

### Sedi
L'associazione ha proprie sedi in tutta Italia, ed in particolare a Roma, Milano, Torino, Brescia, Cremona, Vicenza, Padova, Bologna e Firenze. 
Essa è strutturata in Federazioni provinciali, per ciascuna provincia, ed attualmente è presente con propri nuclei organizzati a Torino, Asti, Biella, Alessandria, Verbania, Milano, Monza, Pavia, Cremona, Brescia, Genova, Savona, Padova, Vicenza, Bolzano, Udine, Piacenza, Parma, Bologna, Firenze, Pistoia, Livorno, Macerata, Perugia, Terni, Roma, Viterbo, Napoli, Bari, Taranto, Crotone, Reggio Calabria, Catania e Ragusa. È stata anche costituita una federazione estera, quella Svizzera, con sede a Ginevra.

### Scopi associativi
Gli scopi principali dell'Associazione sono la salvaguardia della memoria e del ricordo del volontarismo di guerra, sia attraverso la ricerca storica, sia attraverso l'organizzazione di cerimonie, commemorazioni, attività varie culturali e sportive.

Oltre a ciò l'Associazione intende salvaguardare e mantenere la cultura combattentistica, affermata quale elemento fondamentale della comunità e della cultura nazionale. Inoltre l'Associazione persegue fini di solidarietà morale e sociale fra i propri associati.
Collegata all'Associazione è l'I.S.V.I.G. (Istituto Storico sul Volontarismo Italiano di Guerra), preposto alla pubblicazione di opere editoriali relative alla storia associativa e al volontarismo di guerra in generale.

### Lo statuto
Il nuovo Statuto del 2011 apre l'Associazione alle giovani generazioni e ne rinnova i tradizionali e storici fini, fissando rigorose norme di selezione e comportamento per gli associati, intendendo il Congresso fare dell'Associazione una forza viva, d'avanguardia e propulsiva della Nazione. 
Gli associati sono pertanto divisi in:
- "soci ordinari" (congedati dalle Forze Armate o in servizio presso di esse, partecipanti alle missioni internazionali e membri della riserva selezionata, ed anche cittadini che abbiano concretamente operato per l'Associazione contribuendo alla vita associativa),
- "aderenti" (semplici iscritti con il solo obbligo di versare la quota associativa)
- "soci d'onore" (Volontari delle guerre nazionali prima del 1945 e loro parenti, parenti di caduti in guerra o per causa di servizio).

Solo i soci ordinari e d'onore possono partecipare alle cariche sociali. La qualifica di socio ordinario o d'onore è concessa dai Consigli direttivi delle Federazioni (con possibilità di intervento da parte della Giunta direttiva nazionale). Una Corte d'onore e di disciplina funge da organo giurisdizionale interno.
L'Associazione non percepisce e non ha mai percepito dal 1945 ad oggi alcun contributo finanziario da parte dello Stato.

### Cariche
A seguito dell'ultimo Congresso Nazionale, risulta essere Presidente Nazionale il Ten.Col. Roberto Pintus. La Giunta Direttiva Nazionale composta, oltre che dal Presidente Nazionale, da quattro membri ha eletto Segretario Generale l'avv. Andrea Benzi.

## Lo status di "Volontario di Guerra"
La nozione Volontario di Guerra, è stata definita, per la prima volta, con il Regio Decreto n° 1163 del 24 maggio 1923, istitutivo della "medaglia di benemerenza per Volontari di Guerra" della prima guerra mondiale. A tali fini, erano considerati volontari 
 In seguito, la concessione di tale onorificenza, e, conseguentemente, della relativa qualifica di volontario, venne estesa, in virtù di successivi interventi legislativi, anche a coloro i quali avessero partecipato, secondo i predetti criteri, alle varie campagne di guerra successive.